# Formica japonica
Formica japonica är en myrart som beskrevs av Motschoulsky 1866. Formica japonica ingår i släktet Formica och familjen myror. Inga underarter finns listade i Catalogue of Life.

## Bildgalleri

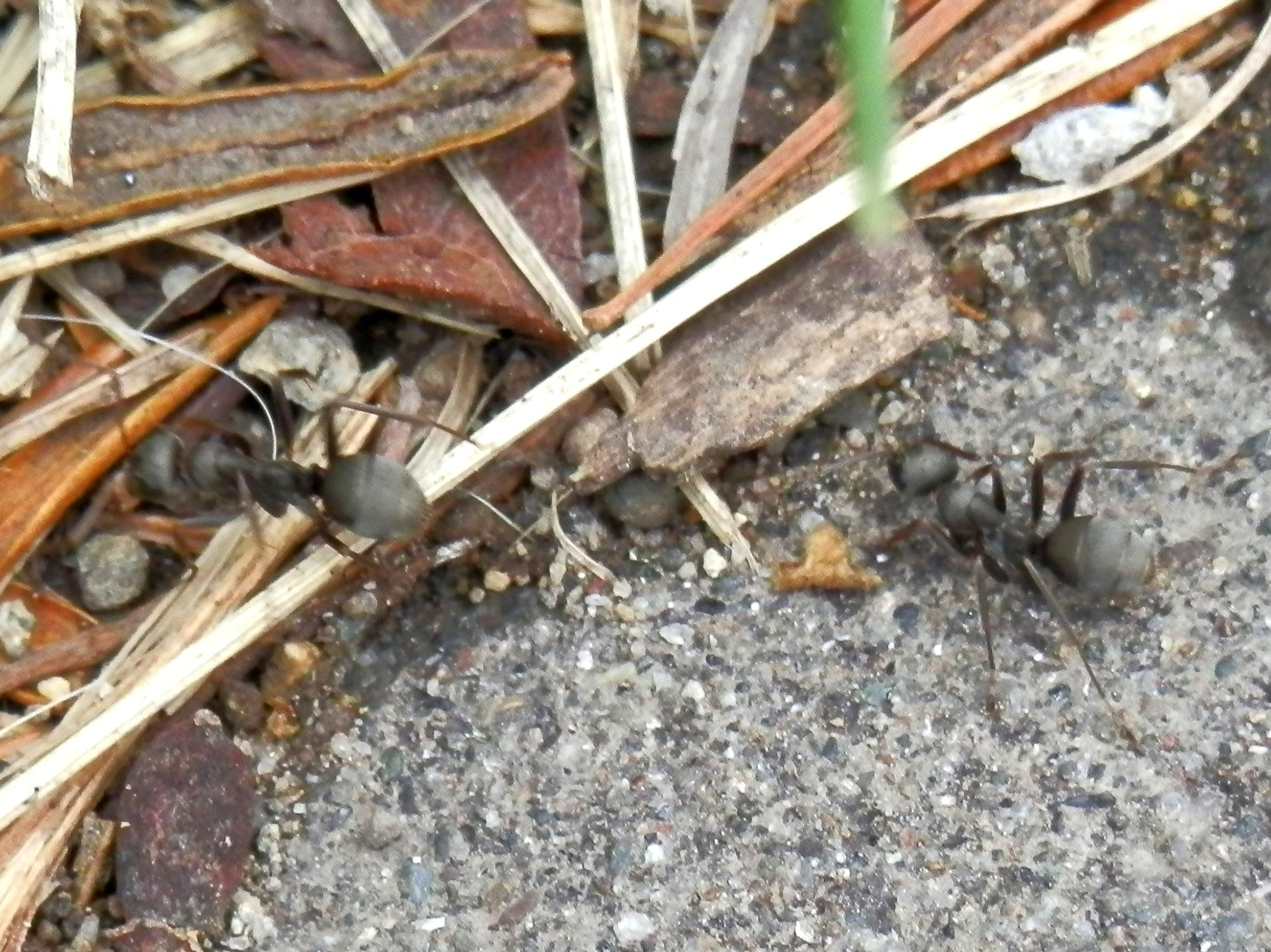